# Matt L. Jones
Matt Lee Jones (Sacramento, California; 1 de noviembre de 1981) es un actor y músico estadounidense, más conocido por su papel de Badger en Breaking Bad, por la voz de Gunther en la serie animada Kick Buttowski: Suburban Daredevil y en la serie animada original de Nickelodeon por la voz de Hector en Sanjay and Craig. Además, interpretó a Baxter en la serie Mom.

## Primeros años
Jones creció en Claremont, California, y se graduó de la Escuela Secundaria Claremont en 2000. Después de pasar varios años en el grupo de actores "Boom Chicago", en Ámsterdam, regresó a los Estados Unidos.

## Carrera
A partir de 2008, Jones apareció en un papel como invitado recurrente como "Badger" en el drama de AMC Breaking Bad. También ha hecho apariciones especiales en series como How I Met Your Mother, como un repartidor de pizza llamado Arthur, en Reno 911!, del canal Comedy Central, y en la serie de comedia de la NBC Community. Ha participado de comerciales para Ampm y Group Health. Más recientemente, ha aparecido en el episodio piloto de la serie de Comedy Central Key & Peele. Es también un ejecutante regular en el "Upright Citizens Brigade Theatre" y en el "I.O. West" en Los Ángeles.
En 2010, Jones fue elegido en el papel principal de Gary Cole en el piloto de TBS de la serie Uncle Nigel. Ha grabado voces para la serie de Cartoon Network Adventure Time. Luego, Jones trabajó en la película Red State. Jones también interpretó algunos personajes menores en el videojuego de 2011 Rage. Jones ha hecho cuatro apariciones como el agente Ned Dorneget en el programa de CBS NCIS y también apareció en un comercial de Samsung Focus Flash en 2011. Actuar parece darse en la familia de Jones, el hermano de Matt, Evan Jones, es muy conocido por su papel como Cheddar Bob en la película 8 Mile.
Matt Jones apareció en cuatro episodios de la versión estadounidense de la serie The Office, en su novena y última temporada, actuando en los episodios "Junior Salesman", "The Farm", y por último, en el final de temporada de dos partes titulado "Finale".
En 2013, Jones fue invitado a estar en el elenco de voces de la serie hit animada de televisión en la cadena Nickelodeon Sanjay and Craig, en el papel de Hector, estrenada el 25 de mayo de 2013.

## Vida personal
Jones está casado con Kelly Daly desde mayo de 2012. Juntos tienen un hijo llamado Jasper.